# Canton de Salies-du-Salat
Le canton de Salies-du-Salat est une ancienne division administrative française de l’arrondissement français de Saint-Gaudens, située dans le département de la Haute-Garonne et la région Midi-Pyrénées et faisait partie de la huitième circonscription de la Haute-Garonne.

## Composition
Le canton de Salies-du-Salat regroupait 22 communes et comptait 8 613 habitants (population municipale) au 1er janvier 2010.
| Nom                         | Code Insee | Codepostal | Superficie (km2) | Population (dernière pop. légale) | Densité (hab./km2) |
| --------------------------- | ---------- | ---------- | ---------------- | --------------------------------- | ------------------ |
| Salies-du-Salat (chef-lieu) | 31523      | 31260      | 6,81             | 1 877 (2012)                      | 276                |
| Ausseing                    | 31030      | 31260      | 5,88             | 70 (2012)                         | 12                 |
| Belbèze-en-Comminges        | 31059      | 31260      | 9,56             | 108 (2012)                        | 11                 |
| Cassagne                    | 31110      | 31260      | 10,97            | 641 (2012)                        | 58                 |
| Castagnède                  | 31112      | 31260      | 3,32             | 180 (2012)                        | 54                 |
| Castelbiague                | 31114      | 31160      | 5,84             | 233 (2012)                        | 40                 |
| Escoulis                    | 31591      | 31260      | 4,64             | 88 (2012)                         | 19                 |
| Figarol                     | 31183      | 31260      | 11,60            | 280 (2012)                        | 24                 |
| Francazal                   | 31195      | 31260      | 5,46             | 18 (2012)                         | 3,3                |
| Montastruc-de-Salies        | 31357      | 31160      | 16,12            | 266 (2012)                        | 17                 |
| Montgaillard-de-Salies      | 31376      | 31260      | 6,04             | 100 (2012)                        | 17                 |
| Montsaunès                  | 31391      | 31260      | 9,12             | 430 (2012)                        | 47                 |
| Montespan                   | 31372      | 31260      | 12,57            | 444 (2012)                        | 35                 |
| His                         | 31237      | 31260      | 5,05             | 230 (2012)                        | 46                 |
| Mane                        | 31315      | 31260      | 6,59             | 995 (2012)                        | 151                |
| Marsoulas                   | 31321      | 31260      | 2,40             | 123 (2012)                        | 51                 |
| Mazères-sur-Salat           | 31336      | 31260      | 6,68             | 571 (2012)                        | 85                 |
| Urau                        | 31562      | 31260      | 18,45            | 141 (2012)                        | 7,6                |
| Roquefort-sur-Garonne       | 31457      | 31360      | 13,56            | 789 (2012)                        | 58                 |
| Rouède                      | 31461      | 31160      | 6,20             | 285 (2012)                        | 46                 |
| Saleich                     | 31521      | 31260      | 14,29            | 361 (2012)                        | 25                 |
| Touille                     | 31554      | 31260      | 6,49             | 252 (2012)                        | 39                 |

## Démographie
| 1962  | 1968  | 1975  | 1982  | 1990  | 1999  | 2006  | 2011  | 2012  |
| ----- | ----- | ----- | ----- | ----- | ----- | ----- | ----- | ----- |
| 8 978 | 9 114 | 8 798 | 8 630 | 8 388 | 8 239 | 8 453 | 8 534 | 8 482 |

## Représentation

### Conseillers généraux de 1833 à 2015
| Période                                  | Période      | Identité                           | Étiquette    | Qualité |
| ---------------------------------------- | ------------ | ---------------------------------- | ------------ | --- |
| 1833                                     | 1837 (décès) | Jean-François Lasvignes            |              | Maître de forges et négociant à Touille |
| 1837                                     | 1845 (décès) | Comte Jean Dominique Compans       |              | Général de division, Pair de France |
| 1845                                     | 1848         | Jean Joseph Roch Théodore Tatareau |              | Président du Tribunal de Saint-Gaudens Maire de Saint-Gaudens                                                                                     |
| 1848                                     | 1851         | Jean Alexis Victor Toussan         |              | Notaire à Roquefort-sur-Garonne, conseiller d'arrondissement                                                                                      |
| 1851                                     | 1852         | Gustave Fornier de Saint-Lary      |              | Colonel, député des Hautes-Pyrénées (1849) |
| 1852                                     | 1864         | Eugène Duran                       | Républicain  | Médecin, maire de Salies-du-Salat |
| 1864                                     | 1877         | Hippolyte Lasvignes                | Droite       | Propriétaire, maître de forges, maire de Touille                                                                                                  |
| 1877                                     | 1883 (décès) | Eugène Duran                       | Républicain  | Médecin, ancien maire de Salies-du-Salat |
| 1883                                     | 1889         | Édouard Lodes                      | Bonapartiste | Notaire à Salies-du-Salat |
| 1889                                     | 1916 (décès) | Amédée Duran (1849-1916)           | Rad.         | Propriétaire Maire de Salies-du-Salat |
| 1916                                     | 1919         | siège vacant                       |              | |
| 1919                                     | 1925         | François Montagut                  | Rad.         | Conseiller de Préfecture honoraire Maire de Belbèze-en-Comminges                                                                                  |
| 1925                                     | 1940         | Jules Masquère (1888-1967)         | Soc.ind.     | Secrétaire général de la mairie de Toulouse Maire de Mane                                                                                         |
|                                          |              |                                    |              | |
| 1943                                     | 1945         | André Lacroix                      |              | Pisciculteur Maire de Cassagne Nommé conseiller départemental en 1943                                                                             |
|                                          |              |                                    |              | |
| 1945                                     | 1967 (décès) | Jules Masquère                     | Soc.ind.     | Maire de Mane |
| 1967                                     | 1988         | Maurice Masquère fils du précédent | SFIO puis PS | Médecin Maire de Mane Suppléant du député Jean Lassère (1973-1974) puis député (1974-1981)                                                        |
| 1988                                     | 2015         | Jean-Louis Idiart                  | PS           | Contrôleur des impôts Suppléant du député Pierre Ortet (1981-1986 et 1988-1993) puis député (1993-2012) Maire de Mazères-sur-Salat de 1977 à 2001 |
| Les données manquantes sont à compléter. |              |                                    |              | |

### Conseillers d'arrondissement (de 1833 à 1940)
| Période                                  | Période          | Identité                     | Étiquette   | Qualité |
| ---------------------------------------- | ---------------- | ---------------------------- | ----------- | --- |
| 1833                                     | 1842             | M. Lasmartres                |             | Maire de Salies                                                                                             |
| 1842                                     | 1845             | Hippolyte Rouède (1786-1855) |             | Notaire royal, maire de Salies                                                                              |
| 1845                                     | 1848             | Jean Alexis Victor Toussan   |             | Notaire à Roquefort-sur-Garonne                                                                             |
|                                          |                  |                              |             | |
| 1874                                     | 1896 (démission) | Auguste Cluzon               | Républicain | Maire de Salies-du-Salat                                                                                    |
| 1896                                     | 1919             | Jean-Léon-Justin Lasmartres  | Radical     | Maire de Roquefort                                                                                          |
| 1919                                     | 1934             | Timothée Barbé               | Radical     | Docteur-médecin, adjoint puis maire de Salies-du-Salat                                                      |
| 1934                                     | 1940             | Jules Froment (1904-1966)    | Radical     | Médecin à Saint-Gaudens, propriétaire à Salies-du-Salat                                                     |
| 1940                                     |                  |                              |             | Les conseils d'arrondissement ont été suspendus par la loi du 12 octobre 1940 et n'ont jamais été réactivés |
| Les données manquantes sont à compléter. |                  |                              |             | |